# Governanti dell'Estonia
Questo è l'elenco dei governanti dell'Estonia in tutta la storia.

## Vescovati di Livonia (vescovado di Riga) e d'Estonia (vescovado di Leal)
- 1208 – 1211 Albert I von Buxhövden
- 1211 – 1219 Theodoric (Dietrich I)

Nel 1219, durante la vacanza del vescovado di Estonia, Valdemaro II di Danimarca ha conquistato la parte settentrionale dell'Estonia.

## Estonia settentrionale

### Parte del Regno di Danimarca

#### Casa degli Estridsen
| Nome                                                                   | Ritratto | Nascita                                                                                | Matrimonio                                                                                                   | Morte                                      |
| ---------------------------------------------------------------------- | -------- | -------------------------------------------------------------------------------------- | --- | ------------------------------------------ |
| Canuto I (Knud Valdemarsen ) 1220–1227 (deposto)                       |          | 1205 figlio illegittimo di Valdemaro II di Danimarca e Helena Guttormsdotter           | Hedwig di Pomerelia prima del 1260 due figli                                                                 | 1260 (55 anni)                             |
| Occupata dai Teutonici:1227-1238                                       |          |                                                                                        | |                                            |
| Canuto I (Knud Valdemarsen ) 1238-1240 (restaurato)                    |          | 1205 figlio illegittimo di Valdemaro II di Danimarca e Helena Guttormsdotter           | Hedwig di Pomerelia prima del 1260 due figli                                                                 | 1260 (55 anni)                             |
| Valdemaro I il Vittorioso (Valdemar Sejr) 1240–1241                    |          | 9 maggio / 28 giugno 1170 secondo figlio di Valdemaro I di Danimarca e Sophia di Minsk | (1) Dagmar di Boemia c. 1205 Lubecca un figlio (2) Berengaria del Portogallo 18/24 maggio 1214 quattro figli | 28 March 1241 Vordingborg Castle (70 anni) |
| Eric I Ploughpenny (Erik Plovpenning) 1232–1250                        |          | c. 1216 figlio maggiore di Valdemaro I e Berengaria del Portogallo                     | Jutta di Sassonia 17 novembre 1239 sei figli                                                                 | 9 agosto 1250 sul Schlei (33/34 anni)      |
| Abele 1 novembre 1250–1252                                             |          | c. 1218 secondo figlio di Valdemaro II e Berengaria del Portogallo                     | Matilda di Holstein 25 aprile 1237 Schleswig Cathedral quattro figli                                         | 29 giugno 1252 Eiderstedt (33/34 anni)     |
| Cristoforo I (Christoffer 1.) 25 dicembre 1252–1259                    |          | c. 1219 terzo figlio di Valdemaro I e Berengaria del Portogallo                        | Margaret Sambiria c. 1248 cinque figli                                                                       | 29 maggio 1259 Ribe (39/40 anni)           |
| Eric II Klipping (Erik Klipping) 1259-1266 (abdicato)                  |          | c. 1249 figlio maggiore di Cristoforo I e Margaret Sambiria                            | Agnese di Brandeburgo 11 novembre 1273 Schleswig Cathedral sette figli                                       | 22 novembre 1286 Finderup (36–37 anni)     |
| Margherita Sambiria (Margrethe Sambiria) 1266-1282                     |          | c. 1230 figlia di Sambor II di Pomerelia e Matilde di Mecklenburg                      | Cristoforo I di Danimarca c.1248 cinque figli                                                                | Dicembre 1282 Finderup (51/52 anni)        |
| Eric II Klipping (Erik Klipping) 1282–1286 (restaurato)                |          | c. 1249 figlio maggiore di Cristoforo I e Margaret Sambiria                            | Agnese di Brandeburgo 11 novembre 1273 Schleswig Cathedral sette figli                                       | 22 novembre 1286 Finderup (36/37 anni)     |
| Eric III Menved (Erik Menved) 1286–1319                                |          | c. 1274 figlio maggiore di Eric II e Agnese di Brandeburgo                             | Ingeborg di Svezia Giugno 1296 Kärnan Castle quattordici figli                                               | 13 novembre 1319 Roskilde (44/45 anni)     |
| Cristoforo II (Christoffer 2.) 25 gennaio 1320–1326 (deposto)          |          | 29 September 1276 secondo figlio di Eric II e Agnese di Brandeburgo                    | Eufemia di Pomerania c. 1300 sei figli                                                                       | 2 agosto 1332 Nykøbing Castle (55 anni)    |
| Eric (IV) (Erik Christoffersen) 1321-1326 (deposto)                    |          | c. 1307 figlio maggiore di Cristoforo II ed Eufemia di Pomerania                       | Elisabetta di Holstein-Rendsburg 1330 nessun figlio                                                          | inizi 1332 (c. 25 anni)                    |
| Valdemar II (Valdemar 3.) 1326–1329 (deposto)                          |          | c. 1314 unico figlio di Eric II, Duca di Schleswig e Adelaide di Holstein              | Richardis di Schwerin due figli                                                                              | c. 1364 (49/50 anni)                       |
| Canuto Porse (Knud Pedersen Porse) 1329-1330 (eletto)                  |          | c.1282 Figlio di Peter Knudsen Porse                                                   | Ingeborg di Norvegia 21 giugno 1327 tre figli                                                                | 30 maggio 1330 Copenaghen (47/48 anni)     |
| Ingeborg di Norvegia (Ingibjörg Hákonardóttir) 1329-1332 (co-regnante) |          | 1301 figlia di Haakon V di Norvegia ed Eufemia di Rügen                                | Canuto Porse 21 giugno 1327 tre figli                                                                        | 17 giugno 1361 (59/60 anni)                |
| Otto (Otto Christoffersen) 1332-1338                                   |          | c. 1310 secondo figlio di Cristoforo II ed Eufemia di Pomerania                        | non sposato                                                                                                  | dopo il 1341 (c. 31/32 anni)               |
| Valdemar II (Valdemar 3.) 1338-1340 (restaurato)                       |          | c. 1314 unico figlio di Eric II, Duca di Schleswig e Adelaide di Holstein              | Richardis di Schwerin due figli                                                                              | c. 1364 (49/50 anni)                       |
| Valdemar III Atterdag (Valdemar Atterdag) 21 giugno 1340–1346          |          | c. 1320 terzo figlio di Christopher II e Eufemia di Pomerania                          | Helvig di Schleswig c. 1340 Sønderborg Castle sei figli                                                      | 24 ottobre 1375 Gurre Castle (54/55 anni)  |

Nel 1346, l'Estonia settentrionale viene ceduta all'Ordine di Livonia.

## Estonia meridionale

### Vescovati di Livonia (Vescovado di Riga) e l'Estonia (Vescovado di Leal)
- 1220 – 1224 Hermann von Buxhöwden
- 1224 – 1228 Albert I von Buxhövden (di nuovo)

### Ordine Livoniano
Il ruolo di capo politico veniva assunto dal Landmeister (Gran maestro) dei cavalieri di Livonia. Di seguito la lista:
- Hermann Balk 1237–1238
- Dietrich von Grüningen 1238–1241
- Andreas von Felben 1241-1242
- Dietrich von Grüningen 1242–1246
- Heinrich von Heimburg 1246-1248
- Andreas von Felben 1248–1253: in sua vece nel 1253-1254 Eberhard von Sayn
- Anno von Sangershausen 1254–1257
- Burkhard von Hornhausen 1257–1260
- Werner von Breithausen 1261–1263
- Konrad von Mandern 1263–1266
- Otto von Lutterberg 1267–1270: in sua vece nel 1270 Andreas von Westfalen
- Walter von Nordeck 1270–1273
- Ernst von Ratzeburg 1273–1279
- Gerhard von Katzenelnbogen 1279–1280
- Konrad von Feuchtwangen 1280–1281
- Mangold von Sternberg 1281-1282
- Wilken von Endorp 1282–1287
- Konrad von Hattstein 1288–1289
- Balthasar Holte 1290-1293
- Vacante dal 1293 al 1295
- Heinrich von Dincklage 1295–1296
- Bruno 1296–1298
- Gottfried von Rogge 1298–1307
- Gerhard von Jork 1309–1322: in sua vece Konrad Kesselhut nel 1322-1324
- Reimar Hane 1324–1328
- Eberhard von Monheim 1328–1340
- Burchard von Dreileben 1340–1345
- Goswin von Herike 1345–1359[3]

## Estonia settentrionale e meridionale (riunite)

### Ordine Livoniano
Successivamente alla rivolta della notte di San Giorgio e degli eventi immediatamente seguenti, l'Ordine Livoniano riuscì a prendere possesso del Ducato di Estonia, ceduto nel 1346 da Valdemaro IV di Danimarca:
- Goswin von Herike 1346–1359:[4] in sua vece Andreas von Steinberg nel 1359-1360
- Arnold von Vietinghof 1360–1364: in sua vece Andreas von Steinberg nel 1364
- Wilhelm von Vrymersheim 1364–1385
- Robin von Eltz 1385–1388
- Johann von Ohle 1388-1389
- Wennemar von Brüggenei 1389–1401
- Konrad von Vietinghof 1401–1413
- Dietrich Tork 1413–1415
- Siegfried Lander von Spanheim 1415–1424: in sua vece Dietrich Kra nel 1424
- Cisse von Rutenberg 1424–1433
- Frank Kirskorf 1434–1435
- Heinrich von Böckenförde 1435–1437: in sua vece Gottfried von Rodenberg nel 1437-1438
- Heidenreich Vincke von Overberg 1438–1450
- Johann von Mengede 1450–1469
- Johann Wolthus von Herse 1470–1471
- Bernhard von der Borch 1471–1483
- Johann Freitag von Loringhoven 1483–1494
- Wolter von Plettenberg 1494–1535: in sua vece Wennemar von Dellwig nel 1501-1502
- Hermann von Brüggenei 1535-1549
- Johann von der Recke 1549-1551
- Heinrich von Galen 1551-1557
- Johann Wilhelm von Fürstenberg 1557-1559
- Gotthard Kettler 1559-1561[5]

### Vescovado di Dorpat
- 1224 – 1247 Hermann I von Buxhöwden
- 1247 – 1251 vacante
- 1251 – 1263 persona sconosciuta
- 1263 – 1268 Alexander
- 1268 – 1288 Friedrich von Haseldorf
- 1289 – 1299 Bernhard I
- 1303 – 1312 Dietrich II Vyshusen
- 1312 – 1313 vacante
- 1313 – 1323 Nikolaus (acting)
- 1323 – 1341 Engelbert von Dolen
- 1341 – 1342 vacante
- 1342 – 1344 Wescelus
- 1344 – 1346 vacante
- 1346 – 1373 Johannes I Viffhusen
- 1373 – 1377 Heinrich I Velde
- 1377 – 1379 vacante
- 1379 – 1400 Dietrich III Damerow
- 1400 – 1400 vacante
- 1400 – 1410 Heinrich II Wrangel
- 1410 – 1411 vacante
- 1411 – 1413 Bernhard II Bülow
- 1413 – 1440 Dietrich IV Resler
- 1440 – 1442 vacante
- 1442 – 1459 Bartholomäus Savijerwe
- 1459 – 1468 Helmich von Mallinkrodt
- 1468 – 1468 vacante
- 1468 – 1473 Andreas Peper
- 1473 – 1473 vacante
- 1473 – 1485 Johannes II Bertkow
- 1485 – 1485 vacante
- 1485 – 1498 Dietrich V Hake
- 1498 – 1499 vacante
- 1499 – 1505 Johannes III von der Rope
- 1505 – 1513 Gerhard Schrove
- 1513 – 1514 vacante
- 1514 – 1514 Johannes IV Duesborg
- 1514 – 1518 Christian Bomhower
- 1518 – 1518 vacante
- 1518 – 1527 Johannes V Blankenfeld, Arcivescovo di Riga (1524–1527)
- 1527 – 1532 vacante
- 1532 – 1543 Johannes VII Bey
- 1543 – 1544 vacante
- 1544 – 1551 Jodokus von der Recke (Jost von der Recke)
- 1551 – 1554 vacante
- 1554 – 1558 Hermann II Wesel

Nel 1558, durante la guerra di Livonia, Dorpat cessò di esistere.

### Vescovado di Ösel-Wiek
- 1228 – 1229 Gottfried
- 1229 – 1234 vacante
- 1234 – 1260 Heinrich I
- 1260 – 1262 vacante
- 1262 – 1285? Herman I de Bekeshoevede
- 1285? – 1290? vacante
- 1290? – 1294 Heinrich II
- 1294 – 1297? vacante
- 1297? – 1307? Konrad I
- 1307? – 1310 vacante
- 1310 – 1321 Hartung (Garttungus)
- 1321 – 1322 vacante
- 1322 – 1337 Jakob
- 1337 – 1338 vacante
- 1338 – 1362 Hermann II Osenbrügge
- 1362 – 1363 vacante
- 1363 – 1374 Konrad II
- 1374 – 1381 Heinrich III
- 1381 – 1385 vacante
- 1385 – 1419 Winrich von Kniprode
- 1419 – 1420 vacante
- 1420 – 1423 Kaspar Schuwenflug
- 1423 – 1423 vacante
- 1423 – 1432 Christian Kuband
- 1432 – 1432 vacante
- 1432 – 1438 Johannes I Schutte
- 1438 – 1439 vacante
- 1439 – 1449 Ludolf Grove (acting)
- 1449 – 1449 Ludolf Grove (acting in Saaremaa (Ösel)); Johannes II Creul (in Läänemaa (Wiek); Bishop since 1939)
- 1449 – 1457 Ludolf Grove (in Saaremaa (Ösel)); Johannes II Creul (in Läänemaa (Wiek))
- 1457 – 1458 Ludolf Grove
- 1458 – 1458 vacante
- 1458 – 1463 Johannes Vatelkanne (acting)
- 1463 – 1468 Johannes Vatelkanne (acting); Jodokus Hoenstein (Bishop since 1460)
- 1468 – 1471 Jodokus Hoenstein
- 1471 – 1471 vacante
- 1471 – 1491 Peter Wedberg (Wetberch)
- 1491 – 1515 Johannes III Orgas
- 1515 – 1527 Johannes IV Kievel
- 1527 – 1527 vacante
- 1527 – 1530 Georg von Tiesenhausen
- 1530 – 1532 vacante
- 1532 – 1541 Reinhold von Buxhövden
- 1532 – 1534 Reinhold von Buxhövden (in Saaremaa (Ösel); Wilhelm (acting in Läänemaa (Wiek))
- 1534 – 1541 Reinhold von Buxhövden
- 1541 – 1542 vacante
- 1542 – 1559 Johannes V von Münchhausen
- 1559 – 1572 Magnus, Duke of Holstein
- 1572 – 1573 vacante

Nel 1573, Ösel-Wiek fu annessa dalla Danimarca.

## Ducato di Estonia

### Parte dell'Impero svedese (1561–1721)
Casato di Vasa 
| Nome                                                                  | Ritratto | Nascita                              | Consorte                                                                          | Morte                                                    | Sepoltura               |
| --------------------------------------------------------------------- | -------- | ------------------------------------ | --------------------------------------------------------------------------------- | -------------------------------------------------------- | ----------------------- |
| Eric XIV (Erik XIV) 1561 - 29 settembre 1568                          |          | Tre Kronor 13 dicembre 1533          | Karin Månsdotter                                                                  | Castello di Örbyhus 26 febbraio 1577 (43 anni)           | Cattedrale di Västerås  |
| Giovanni III (Johan III) 30 settembre 1568 - 17 novembre 1592         |          | Stegeborg Castle 20 dicembre 1537    | Caterina Jagellona (1562-1583) Gunilla Bielke (1585-1597)                         | Tre Kronor 17 novembre 1592 (54 anni)                    | Cattedrale di Uppsala   |
| Sigismondo (Sigismund) 17 novembre 1592 - 24 luglio 1599              |          | Castello di Gripsholm 20 giugno 1566 | Anna d'Austria (1592-1598) Costanza d'Austria (1605-1631)                         | Varsavia, Polonia 30 aprile 1632 (65 anni)               | Cattedrale del Wawel    |
| Duca Carlo 1599 - 1604 (reggente)                                     |          | Tre Kronor 4 ottobre 1550            | Maria del Palatinato-Simmern (1579–1589) Cristina di Holstein-Gottorp (1592–1611) | Nyköping Castle 30 ottobre 1611 (61 anni)                | Cattedrale di Strängnäs |
| Carlo IX (Karl IX) 22 marzo 1604 - 30 ottobre 1611                    |          | Tre Kronor 4 ottobre 1550            | Maria del Palatinato-Simmern (1579–1589) Cristina di Holstein-Gottorp (1592–1611) | Nyköping Castle 30 ottobre 1611 (61 anni)                | Cattedrale di Strängnäs |
| Gustavo II Adolfo (Gustav II Adolf) 30 ottobre 1611 - 6 novembre 1632 |          | Tre Kronor 9 dicembre 1594           | Maria Eleonora del Brandeburgo                                                    | Lützen, Elettorato di Sassonia 6 novembre 1632 (37 anni) | Chiesa di Riddarholmen  |
| Cristina (Kristina) 6 novembre 1632 - 6 giugno 1654                   |          | Stoccolma 8 dicembre 1626            | Celibe                                                                            | Roma 19 Aprile 1689 (62 anni)                            | Basilica di San Pietro  |

 Casato di Palatinato-Zweibrücken, ramo cadetto del Casato di Wittelsbach 
| Nome                                                                 | Ritratto | Nascita                              | Consorte                              | Morte                                             | Sepoltura              |
| -------------------------------------------------------------------- | -------- | ------------------------------------ | ------------------------------------- | ------------------------------------------------- | ---------------------- |
| Carlo X Gustavo (Karl X Gustav) 6 giugno 1654 - 13 febbraio 1660     |          | Castello di Nyköping 8 novembre 1622 | Edvige Eleonora di Holstein-Gottorp   | Göteborg 13 febbraio 1660 (37 anni)               | Chiesa di Riddarholmen |
| Carlo XI (Karl XI) 13 febbraio 1660 - 5 aprile 1697                  |          | Tre Kronor 24 novembre 1655          | Ulrica Eleonora di Danimarca          | Tre Kronor 5 aprile 1697 (41 anni)                | Chiesa di Riddarholmen |
| Carlo XII (Karl XII) 5 aprile 1697 - 30 novembre 1718                |          | Tre Kronor 17 giugno 1682            | -                                     | Fredrikshald, Norvegia 30 novembre 1718 (36 anni) | Chiesa di Riddarholmen |
| Ulrica Eleonora (Ulrika Eleonora) 5 dicembre 1718 - 29 febbraio 1720 |          | Tre Kronor 23 gennaio 1688           | Federico I, Langravio di Assia-Kassel | Stoccolma 24 novembre 1741 (53 anni)              | Chiesa di Riddarholmen |

 Casato di Hesse 
| Nome                                                             | Ritratto | Nascita               | Consorte                                                                   | Morte                             | Sepoltura              |
| ---------------------------------------------------------------- | -------- | --------------------- | -------------------------------------------------------------------------- | --------------------------------- | ---------------------- |
| Federico (Fredrik I av Hessen) 24 marzo 1720 - 10 settembre 1721 |          | Kassel 23 aprile 1676 | Luisa Dorotea di Prussia (1700-1705) Ulrica Eleonora di Svezia (1715-1741) | Stoccolma 25 marzo 1751 (74 anni) | Chiesa di Riddarholmen |

Il 10 settembre 1721, la Svezia cedette l'Estonia allo Zarato russo col Trattato di Nystad.

### Parte dell'Impero russo (1721–1917)
Romanov
| Nome                                                           | Ritratto | Nascita                                         | Consorte                                                                           | Morte                                | Sepoltura                                            |
| -------------------------------------------------------------- | -------- | ----------------------------------------------- | ---------------------------------------------------------------------------------- | ------------------------------------ | ---------------------------------------------------- |
| Pietro il Grande 10 settembre 1721 - 8 febbraio 1725           |          | Mosca 9 giugno 1672                             | Evdokija Fëdorovna Lopuchina (1689-1698) Marta Helena Skowrońska (1707-1725)       | San Pietroburgo 8 febbraio 1725      | Cattedrale dei Santi Pietro e Paolo, San Pietroburgo |
| Caterina I 8 febbraio 1725 - 17 maggio 1727                    |          | Rõngu, Ducato di Livonia, Svezia 15 aprile 1684 | Pietro I di Russia                                                                 | San Pietroburgo 17 maggio 1727       | Cattedrale dei Santi Pietro e Paolo, San Pietroburgo |
| Pietro II 18 maggio 1727 - 30 gennaio 1730                     |          | San Pietroburgo 23 ottobre 1715                 | Nessuna                                                                            | Mosca 30 gennaio 1730                | Cattedrale dell'Arcangelo Michele, Cremlino, Mosca   |
| Anna 30 gennaio 1730 - 28 ottobre 1740                         |          | Mosca 7 febbraio 1693                           | Federico Guglielmo, Duca di Curlandia                                              | San Pietroburgo 28 ottobre 1740      | Cattedrale dei Santi Pietro e Paolo, San Pietroburgo |
| Ivan VI 28 ottobre 1740 - 6 dicembre 1741 (deposto)            |          | San Pietroburgo 23 agosto 1740                  | Nessuna                                                                            | Šlissel'burg 16 luglio 1764          | Cholmogory o Šlissel'burg                            |
| Elisabetta 6 dicembre 1741 - 5 gennaio 1762                    |          | Kolomenskoe 29 dicembre 1709                    | Aleksej Razumovskij                                                                | San Pietroburgo 5 gennaio 1762       | Cattedrale dei Santi Pietro e Paolo, San Pietroburgo |
| Pietro III 5 gennaio 1762 - 9 luglio 1762 (deposto)            |          | Kiel, Schleswig-Holstein 21 febbraio 1728       | Sofia Federica Augusta di Anhalt-Zerbst                                            | Ropsha 17 luglio 1762                | Cattedrale dei Santi Pietro e Paolo, San Pietroburgo |
| Caterina II la Grande 9 luglio 1762 - 17 novembre 1796         |          | Stettino, Regno di Prussia 2 maggio 1729        | Pietro III di Russia                                                               | San Pietroburgo 17 novembre 1796     | Cattedrale dei Santi Pietro e Paolo, San Pietroburgo |
| Paolo 17 novembre 1796 - 23 marzo 1801                         |          | San Pietroburgo 1 ottobre 1754                  | Guglielmina d'Assia-Darmstadt (1773-1776) Sofia Dorotea di Württemberg (1776-1801) | Castello Michajlovskij 23 marzo 1801 | Cattedrale dei Santi Pietro e Paolo, San Pietroburgo |
| Alessandro I il Beato 23 marzo 1801 - 1 dicembre 1825          |          | San Pietroburgo 23 dicembre 1777                | Luisa Maria di Baden                                                               | Taganrog 1 dicembre 1825             | sconosciuta                                          |
| Nicola I 1 dicembre 1825 - 2 marzo 1855                        |          | Gatčina 6 luglio 1796                           | Carlotta di Prussia                                                                | San Pietroburgo 2 marzo 1855         | Cattedrale dei Santi Pietro e Paolo, San Pietroburgo |
| Alessandro II il Liberatore 2 marzo 1855 - 13 marzo 1881       |          | Mosca 29 aprile 1818                            | Maria d'Assia e del Reno                                                           | San Pietroburgo 13 marzo 1881        | Cattedrale dei Santi Pietro e Paolo, San Pietroburgo |
| Alessandro III il Pacificatore 13 marzo 1881 - 1 novembre 1894 |          | San Pietroburgo 10 marzo 1845                   | Dagmar di Danimarca                                                                | Livadija 1 novembre 1894             | Cattedrale dei Santi Pietro e Paolo, San Pietroburgo |
| San Nicola II 1 novembre 1894 - 15 marzo 1917 (deposto)        |          | Carskoe Selo 18 maggio 1868                     | Alice d'Assia e del Reno                                                           | Ekaterinburg 17 luglio 1918          | Cattedrale dei Santi Pietro e Paolo, San Pietroburgo |

 Governatori durante il dominio russo 
- 1710 – 1711 Rudolph Felix Bauer – Governatore Generale
- 1711 – 1719 Principe Aleksandr Danilovič Menšikov – Governatore Generale
- 1719 – 1728 Conte Fëdor Matveevič Apraksin – Governatore Generale
- 1728 – 1736 Friedrich Baron von Löwen
- 1736 – 1738 Sebastian Ernst von Manstein
- 1738 – 1740 Gustaf Otto Douglas
- 1740 – 1743 Woldemar von Löwendahl
- 1743 – 1753 Peter August Friedrich von Holstein-Beck (1696-1775)
- 1753 – 1758 Principe Vladimir Petrovič Dolgorukij
- 1758 – 1775 Peter August Friedrich von Holstein-Beck – Governatore Generale
- 1775 – 1792 Conte George Browne – Governatore Generale
- 1783 – 1786 Georg Friedrich von Grotenhielm
- 1786 – 1797 Heinrich Johann Baron von Wrangell
- 1797 – 1808 Andreas von Langell
- 1808 – 1809 Peter Friedrich Georg von Oldenburg (1784-1812)
- 1809 – 1811  Vacante
- 1811 – 1816 Granduca Paul Friedrich August von Oldenburg (1783-1853)
- 1816 – 1819 Berend Baron Üxküll
- 1819 – 1832 Gotthard Wilhelm Baron Budberg von Bönninghausen
- 1832 – 1833 Otto Wilhelm von Essen
- 1833 – 1841 Paul Friedrich von Benckendorff
- 1842 – 1859 Johann Christoph Engelbrecht von Grünewaldt
- 1859 – 1868 Wilhelm Otto Cornelius Alexander Ulrich
- 1868 – 1870 Michail Nikolaevič Galkin-Vraskoj
- 1870 – 1875 Principe Michail Valentinovič Šakhovskoj-Glebov-Strežnev
- 1875 – 1885 Viktor Petrovič Polivanov
- 1885 – 1894 Principe Sergej Vladimirovič
- 1894 – 1902 Efstafij Nikolaevič Skalon
- 1902 – 1905 Aleksej Valerianovič Bellegarde
- 1905 – 1906 Nikolaj Georgievič von Bünting
- 1906 – 1907 Pëtr Petrovič Bašilov
- 1907 – 1915 Izmail Vladimirovič Korostoveč
- 1915 – 1917 Pëtr Vladimirovič Verëvkin

 Governo provvisorio russo, 1917 
| Nome                                                      | Ritratto | Nascita                 | Consorte                      | Morte                            | Sepoltura                                                          |
| --------------------------------------------------------- | -------- | ----------------------- | ----------------------------- | -------------------------------- | ------------------------------------------------------------------ |
| Presidente                                                |          |                         |                               |                                  |                                                                    |
| Georgij Evgen'evič L'vov 15 marzo - 21 luglio 1917        |          | Dresda 2 novembre 1861  | Ioulia Alexeïevna Bobrinskaïa | Parigi 7 marzo 1925 (63 anni)    | Cimitero russo ortodosso di Nostra Signora dell'Assunzione, Parigi |
| Primo ministro                                            |          |                         |                               |                                  |                                                                    |
| Aleksandr Fëdorovič Kerenskij 21 luglio - 7 novembre 1917 |          | Simbirsk 22 aprile 1881 | Lydia Tritton                 | New York 2 maggio 1970 (89 anni) | Putney Vale Cemetery, Londra                                       |

### Parte dell'Impero tedesco (1917–1918)
Casato di Hohenzollern
| Nome                                                              | Ritratto | Nascita                 | Consorte                                                                              | Morte                         | Sepoltura             |
| ----------------------------------------------------------------- | -------- | ----------------------- | ------------------------------------------------------------------------------------- | ----------------------------- | --------------------- |
| Guglielmo II 7 novembre 1917 - 9 (28) novembre 1918 (abdicazione) |          | Berlino 27 gennaio 1859 | Augusta Vittoria di Schleswig-Holstein (1881-1921) Erminia di Reuss-Greiz (1922-1941) | Doorn 4 giugno 1941 (82 anni) | Mausoleo a Huis Doorn |

## Periodo della Rivoluzione d'Ottobre (1917)
(indipendente de facto)
| Nome | Ritratto | Nascita              | Consorte | Morte                      | Sepoltura   |
| --- | -------- | -------------------- | -------- | -------------------------- | ----------- |
| Presidente del Comitato Esecutivo del Soviet dell'Estonia (Eestimaa Nõukogude Täitevkomitee esimees) (1917–1918) |          |                      |          |                            |             |
| Jaan Anvelt 5 novembre 1917 - 4 marzo 1918                                                                       |          | Oorgu 18 aprile 1884 |          | 11 dicembre 1937 (53 anni) | sconosciuta |

(indipendente de jure)
| Nome                                                       | Ritratto | Nascita                     | Consorte | Morte                          | Sepoltura   |
| ---------------------------------------------------------- | -------- | --------------------------- | -------- | ------------------------------ | ----------- |
| Gouvernement Commissioner (Kubermangukomissar) (1917–1918) |          |                             |          |                                |             |
| Jaan Poska 28 novembre 1917 - 24 febbraio 1918             |          | Laiusevälja 24 gennaio 1866 |          | Tallinn 7 marzo 1920 (82 anni) | sconosciuta |